# Tenotomía
En medicina, se denomina tenotomía, de teno (tendón) y tomía (cortar), a una técnica quirúrgica que se emplea en traumatología y consiste en el corte o sección total o parcial de uno o varios tendones con la finalidad de mejorar un desequilibrio muscular.

## Técnica
La técnica varía dependiendo del tendón que sea preciso seccionar, cuando se realiza a través de una pequeña incisión en la piel que permite visualizar directamente un tendón superficial se denomina tenotomía percutánea. Si la tenotomía va seguida de una nueva fijación del tendón en el hueso, el procedimiento se denomina tenodesis. En ocasiones el objetivo es conseguir un alargamiento del tendón, para ello se realizan en el mismo dos incisiones parciales, una en su porción externa y otra en la interna, alejadas entre sí varios centímetros, sometiéndolo después a una tensión y logrando de esta forma que se alargue sin romperse en el interior de su vaina tendinosa.

## Aplicaciones
En el campo de la traumatología, la tenotomía se emplea para el tratamiento de diferentes enfermedades:
- Tratamiento quirúrgico del pie equinovaro. Se realiza la tenotomía del tendón de Aquiles.[4]
- Tenotomía para el tratamiento de las contracturas musculares en los pacientes afectos de parálisis cerebral. Por ejemplo tenotomía de aductores.[5]
- Tenotomía en el tratamiento de la cadera en resorte.[6]
- Tenotomía en el tratamiento quirúrgico de la epicondilitis. Se practica la sección quirúrgica del tendón del músculo extensor carpi radialis brevis a nivel de su inserción en el epicóndilo.
- Tenotomía de los músculos extraoculares para el tratamiento del estrabismo.
- Tenotomía del tendón del músculo bíceps braquial en la región del hombro para el tratamiento de tendinitis graves.